# 12281 Chaumont
12281 Chaumont (1990 WA5) là một tiểu hành tinh vành đai chính được phát hiện ngày 16 tháng 11 năm 1990 bởi E. W. Elst ở Đài thiên văn Nam Âu.